# McQuesten River
Der McQuesten River ist ein 105 km langer rechter Nebenfluss des Stewart River im kanadischen Yukon-Territorium.

## Flusslauf
Der McQuesten River entsteht am Zusammenfluss seiner beiden Quellflüsse North McQuesten River und South McQuesten River im Osten der Ogilvie Mountains. Er fließt in überwiegend südwestlicher Richtung, bevor er in den Stewart River mündet. Er entwässert ein Areal von ca. 2870 km². Der mittlere Abfluss nahe der Mündung beträgt 37 m³/s. 
Der McQuesten River wird für Wildwasserkanutouren genutzt.

## Quellflüsse
Der North McQuesten River ist der 119 km lange rechte Quellfluss des McQuesten River. Er hat seinen Ursprung in einem kleinen namenlosen 1320 m hoch gelegenen See (⊙) in den Ogilvie Mountains. Der North McQuesten River fließt anfangs etwa 35 km nach Südosten. Anschließend wendet er sich nach Südwesten und fließt etwa 35 km in diese Richtung. Schließlich dreht der Fluss erneut nach Südosten und trifft nach 12 km auf den South McQuesten River. Der North McQuesten River weist teilweise ein stark mäandrierendes Verhalten mit zahlreichen engen Flussschlingen auf.
Der South McQuesten River ist der 116 km lange linke Quellfluss des McQuesten River. Er hat seinen Ursprung im McQuesten Lake (⊙) auf einer Höhe von 670 m. Von dort fließt der South McQuesten River anfangs etwa 15 km nach Süden und wendet sich anschließend in Richtung Westsüdwest. Er weist ebenfalls wie der North McQuesten River ein stark mäandrierendes Verhalten auf.
Der East McQuesten River ist ein 90 km langer linker Nebenfluss des North McQuesten River. Er entspringt (⊙) auf einer Höhe von 1360 m am Nordosthang eines Berges nördlich des McQuesten Lake. Der East McQuesten River fließt anfangs in südwestlicher Richtung und wendet sich später nach Westen, bevor er auf einer Höhe von etwa 690 m auf den North McQuesten River trifft (⊙). Der Fluss weist genauso wie die anderen beiden Quellflüsse ein stark mäandrierendes Verhalten auf.

## Namensgebung
Flüsse und See wurden nach dem Entdecker Jack McQuesten benannt.